# 산티아고로드리게스주

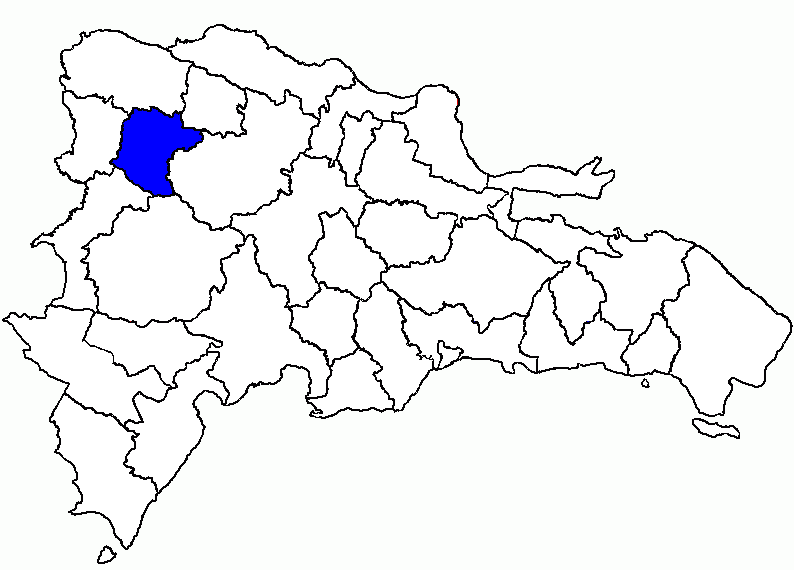
산티아고로드리게스 주의 위치

산티아고로드리게스주(스페인어: Santiago Rodríguez)는 도미니카 공화국 북서부에 위치한 주로 주도는 사바네타이며 면적은 1,111.14km2, 인구는 99,044명(2014년 기준)이다. 1948년 몬테크리스티 주에서 분리되어 신설되었다.
북쪽으로는 몬테크리스티 주와 발베르데 주, 서쪽으로는 산티아고 주, 남쪽으로는 산후안 주와 엘리아스피냐 주, 서쪽으로는 다하본 주와 접한다. 3개 지방 자치체를 관할한다.